# Famille Khloudov
La famille Khloudov (Хлу́довы) est une dynastie russe de la classe des marchands issue au début du XIXe siècle d'artisans tisserands de la ville d'Egorievsk dans la province de Riazan. Elle devint une des familles industrielles les plus fortunées du pays grâce à son empire textile.
Le fondateur de la dynastie est Ivan Ivanovitch Khloudov; il descend d'artisans et paysans économiques du village d'Akatovo de la volost de Netchaïevskaïa, dépendant de l'ouïezd d'Egorievsk (province de Riazan). En 1817, il s'installe à Moscou chez des parents dans le quartier de Chvivaïa gorka. Avec sa famille, il commence à tisser des ceintures de tissu et des écharpes de reins (kouchak) sur des métiers à tisser. En 1829, il est inscrit à la 3e guilde des marchands, ce qui prouve qu'il a acquis une certaine aisance. En 1834, il possède déjà deux boutiques au Gostiny dvor et aux rangées de la ville (Gorodskie riady). Au début de l'année 1835, il achète une maison dans le quartier de la Yaouza; mais il meurt le 24 mars, laissant la solide fortune de 200 000 roubles à ses fils Nazar, Alexeï, Guérassime et David qui fondent en 1841 la « Maison de commerce A., N., G. et D., fils d'Ivan Khloudov », devenue en 1861 « Alexeï et Guérassime fils d'Ivan Khloudov ». Ils fondent une fabrique de papeterie à Egorievsk en 1845, une manufacture de textile de lin, près de Iaroslavl, en 1860. Alexeï et Guérassime Khloudov sont cofondateurs, près de Narva, de la Compagnie de la manufacture de Kreenholm en 1857, l'entreprise la plus importante de Russie dans la production de fil de coton.

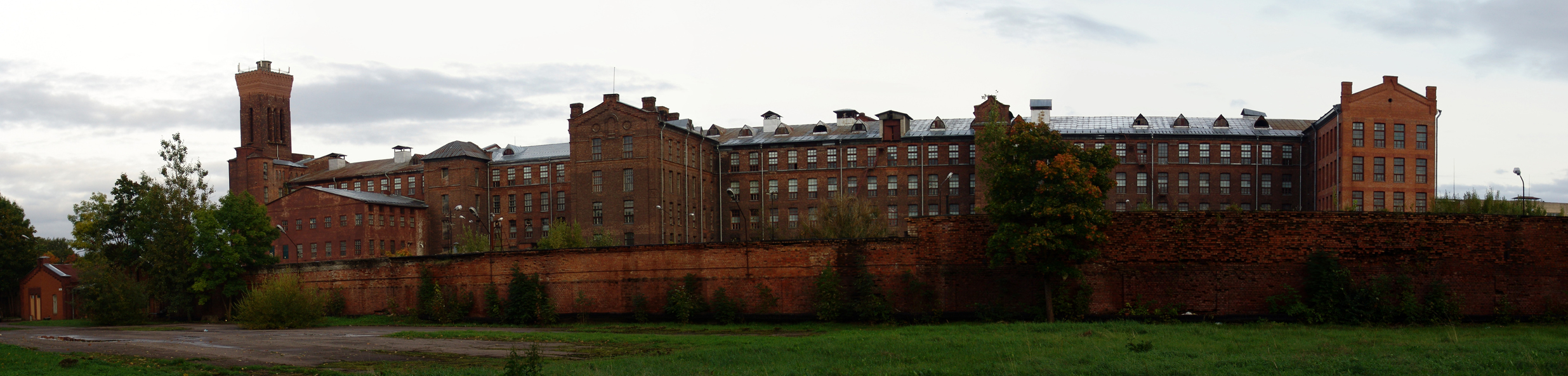
L'usine de Kreenholm en 2009.

- Ivan Ivanovitch (1786-1835): fondateur de la dynastie 
∞ Mélanie Zakharovna Khloudova, née Chtchiokina (1781-1838).
  - Taras Ivanovitch (1805-1837).
  - Saveli Ivanovitch (1806-1855), célibataire, fondateur d'usines, ami de l'entrepreneur de coton Ludwig Knoop

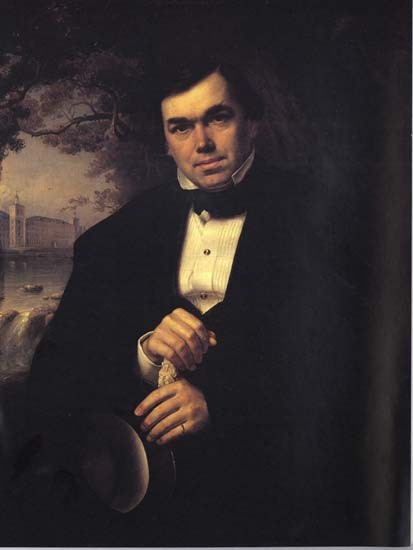
Alexeï Khloudov (1818-1882).

- - Alexeï Ivanovitch Khloudov (1818-1882): bibliophile et collectionneur de manuscrits
∞ Eudoxie Yakovlevna Chtcherbakova (1817-1854)
    - Vassili Alexeïevitch (1838-1913), mari de Nina Florentievna Perlova; une rose lui est dédiée en France sous le nom de 'Wassili Chludoff' (1896)
      - Sergueï Vassilievitch (1896-1958): chimiste, époux d'Elena Nikolaïevna Kostareva (1902-1986)
      - Véra Vassilievna (?-1953)

    - Olga Alexeïevna (1838-1894), épouse d'Alexeï Ivanovitch Lapine (1818-1882)
    - Ivan Alexeïevitch (1839-1868)

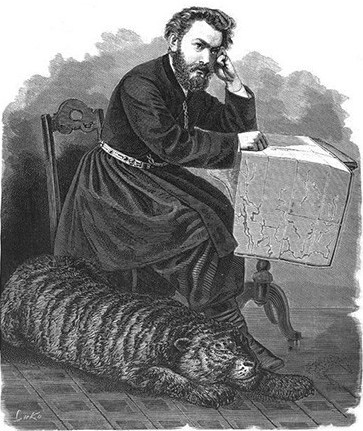
Mikhaïl Khloudov (1843-1885)

- -     - Mikhaïl Alexeïevitch (1843-1885), époux de Véra Alexandrovna Alexandrova, entrepreneur et mécène
      - Alexeï Mikhaïlovitch[2]

    - Tatiana Alexeïevna (1844-1908), épouse d'Alexandre Mamontov (1832-1900).
    - Egor Alexeïevitch
    - Varvara Alexeïevna (1848-1917), épouse d'Abram Morozov.

  - Nazar Ivanovitch (1819-1858).
    - Nikolaï Nazarovitch.
      - Nadejda Nikolaïevna, épouse en premières noces Alexeï Alexeïevitch Abrikossov (1856-1931), directeur de la « Compagnie A.I. Abrikossov fils », éditeur de la revue À propos de questions de psychologie et de philosophie; en secondes noces Karel Kramář, Premier ministre de Tchécoslovaquie.

    - Nadejda Nazarovna (vers 1844-après 1887), propriétaire d'un magasin de vêtements pour enfants, épouse du marchand Sergueï Ilitch Chtchiolkine[3]

  - Guérassime Ivanovitch (1821-1885), collectionneur de tableaux.
    - Alexandra Guérassimovna (?-?), épouse d'Alexandre Alexandrovitch Naïdionov (1839-?)
    - Klavdia Guérassimovna (?-?), épouse de Dmitri Rodionovitch Vostriakov
    - Praskovia Guérassimovna (?-?), épouse de Constantin Constantinovitch Prokhorov (1842-1888)
    - Lioubov Guérassimovna (1859-1931), épouse en premières noces Nikolaï Alexandrovitch Loukoutine (1853-1902), en secondes noces Nikolaï Mikhaïlovitch Pyltsov (1876-1936)[4]

  - David Ivanovitch (1822-1886), bienfaiteur.

## Source de la traduction
- (ru) Cet article est partiellement ou en totalité issu de l’article de Wikipédia en russe intitulé « Хлудовы » (voir la liste des auteurs).